# Cormery
Cormery è un comune francese di 1 677 abitanti situato nel dipartimento dell'Indre e Loira, nella regione del Centro-Valle della Loira.

## Società

### Evoluzione demografica
Abitanti censiti